# 日本坂トンネル火災事故
日本坂トンネル火災事故（にほんざかトンネルかさいじこ）とは、1979年（昭和54年）7月11日18時37分ごろ、静岡県静岡市と焼津市をまたぐ東名高速道路日本坂トンネル下り線で発生した多重衝突事故を原因とした車両火災事故である。
衝突事故の被害者のうち3名が即死、3名が車両から脱出できずに焼死、1名がトンネル内で退避中に焼死し、2名が負傷した。合計173台の車両がトンネル内で火災に巻き込まれて焼失し、鎮火までに約65時間を要すなど大きな被害を出した。

## 概要
1979年（昭和54年）7月11日18時37分頃、東名高速道路日本坂トンネルの下り線（現：上り右ルート）の出口まで420メートルの地点で、乗用車2台と大型貨物自動車4台が絡む追突事故が起きた。
本件事故直前、焼津側の出口の近くで大型貨物自動車2台が接触する小さな事故が発生しており、トンネル内でも渋滞が発生していた。これに気がついた名古屋ナンバーのトラックA（三菱ふそう・FU）がブレーキをかけるも、後続の大阪ナンバーのトラックB（日野・KF、鋼材10トン積載）が前方不注意で避けきれずAに追突。このトラックBに乗用車C（日産・サニー）が追突。後ろを走っていた乗用車D（日産・セドリック）は追突した3台を左へ避けてトラックBの側部に接触して停車。乗用車Cの後ろを走っていたトラックE（三菱ふそう・FU、ポリエチレン積載）は停車したが、これにトラックF（いすゞTD、松脂積載）が時速100キロメートルで追突した。その弾みでトラックEは前に押し出され、乗用車CはトラックEに押されてトラックBの下部に車体全体がめり込み、乗用車Dは車体後部をトラックEに潰され、漏れたガソリンから発火した。この多重衝突でトラックBの運転手と乗用車Cの乗員2名が即死し、乗用車Dの3名が脱出できず焼死した。トラックFの運転手は負傷した後、同乗者とトンネル内を退避中に焼死した。合計で7名が死亡、2名が負傷する惨事となった。事故から数時間後に遺体が発見されたが、火災のため白骨化していた。
事故車両の合成樹脂や松脂といった可燃性の強い積載物も災いして、火災はトンネル内で立ち往生していた後続車に次々に燃え広がった。日本坂トンネルはスプリンクラー設備や排煙装置など、当時としては最新の消防用設備を備えていたが、火の勢いが強すぎて有効に機能しなかった。死亡者以外のドライバーや同乗者たちは全員無事に避難できたが、鎮火まで65時間を要した。なお、名古屋テレビ放送（ANN：テレビ朝日系）の大型中継車もトンネルの中央部分で停止し、テクニカルディレクターやカメラクルーは煙に巻かれる前にカメラ機材などをすべて放棄して避難したという。この中継車を含めて173台の自動車が焼失し、日本の道路トンネルにおける火災としては1967年（昭和42年）鈴鹿トンネル火災事故以来、史上最大規模の事故となった。
事故当時、トンネル情報板は日本坂トンネル手前にある小坂トンネルのさらに約500メートル手前に1基設置されているのみだった。小坂トンネルと日本坂トンネルの坑口はわずか60メートルしか離れておらず、情報板を設置してもドライバーが視認出来ないと判断され、日本坂トンネル入口には設置されていなかった。このため日本坂トンネル内にいた車両はもとより、入口から約800メートル手前の間にいた車両にも進入禁止を告知する手段が全くなく、後続車が火災に巻き込まれたことが、被害が大きくなる一因にもなった。

## 事故の時系列
7月11日14時34分から17時07分まで、下り線が静岡市清水区（当時の清水市）内での事故のため通行止めとなっていたことから、追突事故発生時の日本坂トンネルは通常より多くの車が車間距離を詰めて通行している状況であった。
18時37分頃、日本坂トンネル下り線の焼津口（西側出口）より約420メートルの地点で6台の車両が絡む追突事故が発生した。その衝撃または電装配線のショートで生じた火花が、破損した乗用車から流出したガソリンに引火した。18時39分、通行者がトンネル内非常電話で追突事故と火災の発生を通報し、それを受けた日本道路公団の管制室（神奈川県川崎市内）が同室に常駐する警察官へ転送した。ほぼ同時刻、日本坂トンネル静岡口から東へ約5.6キロメートルにある公団静岡管理事務所コントロール室の監視盤で火災を知らせる表示と警報ベルが鳴った。同室係員はトンネル内の監視カメラで火災を確認して管制室へ連絡するとともに、トンネル情報板への火災表示とスプリンクラー設備の起動、換気ファンの逆転、全照明の点灯操作を18時43分までに完了した。なお、火災発生直後に事故車両の乗員が消火栓で放水を試みたが、コントロール室が火災発生を断定するまで消火ポンプが作動しない仕組みになっていたことから、放水できなかった。
18時42分、管制室は静岡市消防本部に「東名下り線日本坂トンネル内で、大型トラックと乗用車の衝突事故があり、燃えている。けが人は分からない。」という内容で通報し、静岡市消防本部は消防隊3隊と救急隊1隊に出動命令を出した。日本坂トンネルは静岡市と焼津市の行政界をまたぐことから、消防対応は協定により焼津市消防本部が上り線を、静岡市消防本部が下り線を担当することを原則とし、状況により相互へ応援を要請することになっていた。この時点で管制室はコントロール室との連絡で渋滞状況を把握しながらも、それを静岡市消防本部へ伝えていなかった。18時50分、静岡県警察のパトカーと公団の交通管理隊が静岡口に到着し、避難誘導を開始した。
19時02分または04分頃、炎が最後に追突した2台のトラックの積載物（それぞれポリエチレンと松脂）に引火して爆発的に炎上した。これによりトンネルの防災設備を制御するケーブルが摂氏800度を超える高熱を受け、排煙設備以外のほとんどの設備が停止した。排煙設備は、常時は東西の換気塔からトンネル内へ送風するファンを逆転させる方式であり、排煙能力は換気能力の半分程度しかなかった。コントロール室の監視盤ではトンネル照明の軽故障警報が発報した後、重故障警報の発報と複数の表示灯が点滅するとともに監視カメラの画像が映らなくなった。19時15分、現場へ到着した同室係員が西換気塔で火災受信盤の故障と消火ポンプの停止を確認した。トンネルの照明が消えて煙が大量に出ている様子を見た後、東換気塔へ移動し、19時40分または45分に消火ポンプを手動で起動させた。消火水槽の水位が残り半分であったため、消防隊の協力を得て約300メートル離れた小坂川から水を補給したが、20時05分頃に減水となったためポンプが停止した。その後、水位の回復を見ながらポンプを断続的に運転させた。
19時12分、管制室は静岡市消防本部から「火災現場は焼津側らしいので焼津消防にも出動要請して欲しい。」との連絡を受け、また、交通管理隊からの連絡で現場の渋滞状況を再把握した。19時18分、管制室は焼津市消防本部に「静岡消防署では、救急車を含む3台の消防車が出場中だが、渋滞と煙の充満により、トンネル内に進入不可能、場所は焼津より500メートルくらいのところです。けが人もいるようですので、救急車もお願いします。」という内容で通報し、消防隊1隊と救急隊1隊に出動命令が出された。21時30分、トンネル滞留車両の乗員を静岡管理事務所に収容し終えた。消防隊の初日の出動状況は消防団を含め、静岡市消防本部が車両23台と130名、焼津市消防本部が車両16台と145名であった。
7月12日、警察が現場検証を開始し、6人の死亡を確認した。公団職員が焼失車両やコンクリート破片の排除を開始した。
7月14日12時頃、消防隊が火勢を鎮圧し、未だ高温で酸素濃度が低いトンネル内の被害状況を調査した。15時頃、焼津口から約1000メートルの地点で新たに1人の焼死体が発見された。
7月17日夜、静岡県庁で開かれた建設省、日本道路公団、静岡県警察、静岡県の4者協議で、18日17時から上り線での対面通行で上下線を開通させることが決まった。
7月18日9時30分、静岡市消防本部と焼津市消防本部が合同で鎮火を確認した。7月21日、トンネル内の車両とがれきの搬出が完了した。

## 報道の対応
マスコミ各社の取材陣は静岡口に集中して取材を試みたが、風向の関係で静岡口からの排煙が続いておりトンネルの中に入ることができなかった。しかし、浜岡原子力発電所の取材を終えて帰途についていた静岡放送（JNN：TBS系）のカメラマンや、静岡第一テレビ（NNN：日本テレビ系、1979年7月1日開局）のカメラマンが焼津口からの取材を敢行、トンネル内に進入して火災直後の貴重な映像を収めた。その映像から判明したのは、火災の影響で照明が消えたためトンネル内は暗闇だったこと、スプリンクラー設備がまったく役に立っていなかったこと、焼けただれたトンネル内装、そして他からの放水がない中、懸命に消火活動を行っていた消防隊員の姿であった（静岡側の消防隊は取材陣と同じく入口付近で足止め）。

### 備考
『静岡第一テレビ10年史』によると、同社開局年の1979年（本件事故の発生年）は、テレビの報道取材に使用するカメラがフィルムカメラ（当時一般的であったキヤノンのスクーピックなど）からVTRへの過渡期であった（ENG (放送)#歴史も参照）。
開局から11日目にして発生したこの大事故取材に際して、系列キー局の日本テレビからはVTRによる取材を念頭に置いた指示や要請が様々寄せられたと言われている。しかし、当時はまだフィルムカメラでの取材が幅を利かせていた時期であり、在京局など基幹局ではVTRカメラの整備が進みつつあったものの、地方局では更新に巨額の予算が必要とされたこともあり、取材・撮影から放送に至るまでにある程度の時間を要していた。
本件事故は翌1980年に同じく静岡市で発生した静岡駅前地下街爆発事故での取材とあわせて、地方局での報道取材にもVTRが導入されるきっかけとなった出来事のひとつであると言われている。

## 原因
事故収束直後の報道では、渋滞の中での運転者の無謀運転、消防への通報の遅れ、スプリンクラー設備への過信、消火水槽の容量不足や排煙設備の能力不足が原因として挙がった。被災した車両の運輸会社が日本道路公団を相手に損害賠償を求めた裁判で、1993年に東京高等裁判所は、トンネルの防災設備と運用について次の3つの瑕疵があったと結論付けた。

### 初期消火手段の不完全
火災発生時、コントロール室の係員は監視カメラ設備で火災の発生を確認し、現場に設置されていたスプリンクラー設備や消火栓のロックを解除する操作を行う必要があった。しかし、事故当時は監視カメラ設備のモニターが切られており、スイッチを入れてから画像が表示されるまで約40秒を要し、さらに、グラフィックパネルで火災場所が判明していたにもかかわらず、カメラ画像を見ながら該当場所のカメラを探して切り替えていたため、警報作動から火災断定まで約1分を要した。消火栓のロックが解除された時点で、既に事故車両の乗員は消火栓の使用を諦めて火災現場から退避し始めており、期待通りの初期消火活動が行えなかった。

### 消防機関への通報の遅れ
事故当時、火点がトンネル内の焼津寄りで、かつ、渋滞により静岡側から火点に到達することが困難であった状況にもかかわらず、管制室やコントロール室での通報体制や情報連携の不手際により、焼津市消防本部（当時、現在の志太消防本部）への出動依頼が遅れることになった。トンネルの消火設備が火災を抑制する程度の効果しかなかったとしても、焼津消防がもっと早く消火活動を開始できていれば、延焼火災を防げる可能性があった。
なお、静岡市消防本部（当時、現在の静岡市消防局）の情報に基づく報道では、最初に静岡側の非常電話から通報されたため管制室が火点を静岡側と誤認していたとの情報があったが、これは裁判において静岡消防の交信記録の誤記であったと推定された。

### 後続車への情報提供の不十分
当時、後続車へ火災発生を知らせるトンネル情報板は小坂トンネルの入口から静岡側（東）へさらに210メートルの地点にあった。また、情報板に火災情報が出たとしても、トンネル内を見渡せる小坂トンネルの情報と受け取られ、誤情報と判断される可能性があった。この状況に前述の火災断定までの遅れが加わり、結果的に多くの車両がトンネル内へ進入して延焼火災を引き起こした。

## 事故の影響
トンネル自体への影響
当初はすぐに鎮火し、復旧できると思われていた。しかし、火の勢いが強すぎて有効な消火活動が行えず、トンネル内では数日にわたって炎上が続いた。鎮火後には「トンネル内のコンクリートが崩れ、鉄骨が湾曲していた」、「炎上したトラックの一つに積んであったマグロが燃え尽きて骨だけになっていた」などの被害が次々と明らかになっていった。
被害車両
この事故で被災した車両はその後、清水IC内の空き地に一旦移動して収容されたが、その後数年もの長きにわたって同じ場所へと留め置かれたままとなった。被災した車両の多くがナンバープレートが溶解して判読不能となり、所有者を割り出すのに時間がかかったことや処理についての問題が解決しなかったためとされているが、清水ICを利用する車両だけでなく、真横を通る国道1号線の車両や歩行者の目にもつきやすいことから、風致的な問題も指摘されていた。その後、処理の目処が立ち撤去され、現在その場所は立体交差式の入出路となっている。
周辺道路・物流その他への影響
東海道の大動脈である東名高速道路が1週間ほど通行止めになり、7月18日に上り線（現・上り線左ルート）を利用した対面通行で仮開通したものの、完全な復旧は事故から60日後の9月9日を待つこととなった。この影響で静岡県内の国道1号・国道150号などの並行道路（当時静清バイパスは未開通）や、当時全通していなかった中央自動車道の未通区間並行道路では数十キロメートルにも及ぶ大渋滞が発生し、物流に多大な影響を及ぼした。
また、この渋滞によりプロ野球の南海ホークス（現：福岡ソフトバンクホークス）のユニフォームや野球道具を積載したトラックの到着が大幅に遅れ、7月13日に後楽園球場で開催される予定だった対日本ハムファイターズ（現：北海道日本ハムファイターズ）戦が試合中止を余儀なくされるという出来事もあった。
地中には電気ケーブルを保護するために常滑焼で作られた電纜管が埋められていた。塩化ビニール管に比べて熱や外圧に強く、火災でびくともしなかったことで脚光を浴びた。

## その後の対策
この事故を教訓にして、トンネル内での防災設備の重要性が再認識された。事故後の対策として消火設備と換気装置が改良され、同時に長距離トンネル内の速度制限（70km/h）と車線変更禁止の措置がとられた。
また前出した情報告知の不備によって、事故の発生を知らずに進入した多数の車両が被害を大きくしたことから、小坂トンネルと日本坂トンネルの直前に4灯式トンネル用信号機（赤色灯が2つ）とトンネル情報板が1か所ずつ、それぞれ増設された（信号機は1981年〔昭和56年〕9月1日に設置）。
これらの対策はモデルケースとなり、その後の中央自動車道恵那山トンネル（5キロメートル以上の長大トンネル）、九州自動車道福智山トンネル〜金剛山トンネル（トンネルが連続し、合計で5キロメートル以上となる）などを皮切りに、同様の災害対策が必要とされる長距離道路トンネルに施工されていった。
現在はトンネル周辺の拡幅工事に伴い、当時の速度規制および車線変更禁止規制は解除された。また、事故が起きた下り線トンネルも1998年に改築されて上り線に転用されたことから、設備が変更されている。